# Адамчак Валентій
Валентій Адамча́к (пол. Walenty Adamczak; 6 лютого 1885, Гац — 22 травня 1956, Ополе) — польський органіст, диригент і педагог.

## Біографія
Народився 6 лютого 1885 року в селі Гаці поблизу міста Ряшева (тепер Польща). Музичну освіту здобув у Львівській консерваторії, де навчався у класі Мечислава Солтиса.
Працював органістом і диригентом хору у Вірменському соборі у Львові, викладав гру на органі і хоровий спів у консерваторії та інших навчальних закладах міста, керував самодіяльними хорами. У 1945 році переїхав до Польщі. Помер у Ополі 22 травня 1956 року.